# Hypotaenidia
Hypotaenidia Reichenbach, 1853 è un genere di uccelli della famiglia dei Rallidi.

## Tassonomia
Comprende dodici specie, quattro delle quali ormai scomparse:
- Hypotaenidia okinawae (Yamashina e Mano, 1981) - rallo di Okinawa;
- Hypotaenidia torquata (Linnaeus, 1766) - rallo barrato;
- Hypotaenidia philippensis (Linnaeus, 1766) - rallo delle Filippine;
- Hypotaenidia owstoni Rothschild, 1895 - rallo di Guam;
- Hypotaenidia insignis (P. L. Sclater, 1880) - rallo della Nuova Britannia;
- Hypotaenidia rovianae (Diamond, 1991) - rallo roviana;
- Hypotaenidia woodfordi (Ogilvie-Grant, 1889) - rallo delle Salomone;
- Hypotaenidia poeciloptera † (Hartlaub, 1866) - rallo alibarrate;
- Hypotaenidia sylvestris (P. L. Sclater, 1870) - rallo di Lord Howe;
- Hypotaenidia dieffenbachii † (G. R. Gray, 1843) - rallo di Dieffenbach;
- Hypotaenidia pacifica † (J. F. Gmelin, 1789) - rallo di Tahiti;
- Hypotaenidia wakensis † (Rothschild, 1903) - rallo di Wake.

## Descrizione
Tutte le specie di Hypotaenidia vivono nella regione australo-pacifica. Sono note per la capacità di aver colonizzato anche isole piccole e remote, perdendo spesso la capacità di volare. Infatti, molte di esse, come il rallo di Lord Howe (H. sylvestris) dell'isola omonima, hanno le ali più o meno atrofizzate; altre, come il rallo delle Filippine (H. philippensis), sono in grado di viaggiare per lunghe distanze trasportate dalle correnti d'aria, malgrado non siano grandi volatrici. Questa caratteristica ha permesso alle specie volatrici di Hypotaenidia di colonizzare un gran numero di isole del Pacifico.
Molte delle specie endemiche delle isole, incapaci di volare, sono scomparse in seguito all'arrivo dell'uomo, che le ha dato la caccia a scopo alimentare e ha introdotto predatori come ratti, cani o maiali, sconvolgendo gli ecosistemi locali.
Una specie, il rallo di Guam (H. owstoni), è estinta in natura, ma è in preparazione un progetto di reintroduzione nel suo ambiente naturale. Quattro specie sono già scomparse nel corso degli ultimi secoli e sono numerose, inoltre, le specie note unicamente a partire da resti sub-fossili, scomparse prima dell'arrivo degli europei nella regione.
D'altra parte bisogna ricordare che le specie di Hypotaenidia sono timide e sfuggenti; inoltre, hanno un piumaggio che le consente di passare tranquillamente inosservate. Il rallo di Okinawa (H. okinawae), ad esempio, è stato scoperto solamente nel 1981.